# Cordón (Montevideo)
Cordón es uno de los 62 barrios oficialmente reconocidos de Montevideo (Uruguay). Ubicado en el Municipio B, limita con los barrios de Tres Cruces y Pocitos al este, Villa Muñoz, La Aguada y La Comercial al norte, Palermo y Parque Rodó al sur, y Centro al oeste. Con este último, así como con la Ciudad Vieja, conforma el distrito financiero la ciudad, debido a la presencia de diferentes instituciones financieras, empresas, oficinas gubernamentales, locales comerciales y centros educativos.

## Historia

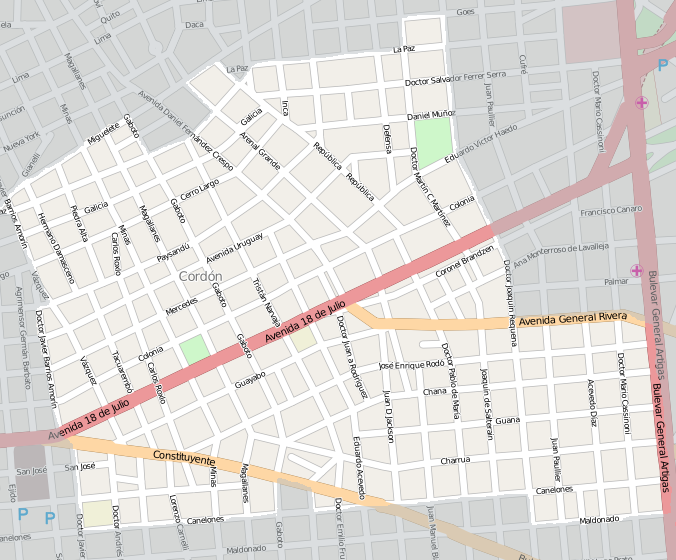
Plano del barrio Cordón.

Cordón fue el primer barrio en crearse fuera de las murallas de la antigua Ciudadela de Montevideo. Por aquella época la zona era conocida como “el Cardal” debido a que crecían muchos cardos (Asteraceae) en los campos dedicados al cultivo de maíz. Era un enorme baldío que se extendía al otro lado de la muralla, tras los “ejidos”, es decir, tras la zona de tierra descampada que se utilizaba para la defensa de la Ciudadela y que por tal motivo debía estar vacía. El límite del área se establecía a la distancia de un tiro de cañón.
En 1765 Bartolomé Mitre Martínez delineó por disposición de la Corona Española un área de aproximadamente 60 cuadras de 15 varas de ancho (12,54 m) como habitable. El trazado se hizo a partir de una línea demarcatoria cuya cabecera estaba indicada por la “Piedra Grande”, ubicada en lo que hoy es la calle Tacuarembó entre Cerro Largo y Galicia, pasando por la plazoleta del Gaucho y finalizando frente a la playa, en la esquina de Vázquez y Gonzalo Ramírez. La zona hacia el este de la demarcación fue denominada “Cerro". Esta demarcación da nombre al barrio, porque el trabajo de señalización de terrenos se realizó utilizando cordones.
Se presume que el primer edificio construido fue la Casa de la Guardia, entre 1790 y 1795, cuando la ciudad contaba con 69 años. El resto de las obras de edificación se realizaron casi de inmediato, a ambos lados de un camino que dividía por la mitad la cuchilla del Cardal (ramal de la cuchilla Grande de Montevideo), que más tarde se convertiría en la principal calle de Uruguay: la Avenida 18 de Julio. Tomándola como eje, la misma orografía y la distribución favorecían tanto el crecimiento de la ciudad como el uso de esta vía para viajar hacia el interior del país.
Es por esto que la zona se volvió una de las de mayor crecimiento de la “Ciudad Nueva”. Los edificios eran de una sola planta, de estilo colonial, con ventanas de rejas, grandes patios internos abiertos y aljibe. El resto eran quintas y campo. En la calle Bernabé Rivera 1518 aún se conserva el portón de entrada y una parte del terreno de la otrora quinta. También se instalaron en Cordón los primeros molinos harineros y hornos de ladrillos.
Entre los primeros pobladores del Cardal se encontraban Juan Antonio y Martín José Artigas, abuelo y padre del prócer José Gervasio Artigas, que residían en una casa de la vereda norte del mencionado camino sobre la cuchilla del Cardal, más precisamente en la mitad de la vereda norte sobre lo que hoy es la avenida 18 de julio, entre las calles Carlos Roxlo y Minas. En esa casa también nació su hijo José María, del matrimonio con Rafaela Villagrán, su prima. Entre 1805 y 1807 el propio José Gervasio, como Ayudante de Blandengues, tendría a cargo el resguardo de la jurisdicción del Cordón.

### SigloXIX
A principios de 1800 los hermanos José y Luis Fernández erigieron un crucero con un Cristo llamado “del Cardal” o también “del Cordón”. Su primera ubicación estaba entre la Biblioteca Nacional y la Facultad de Derecho, en el lugar donde se levanta el Monumento al Dante. Allí oraban los “viajantes”, sirviendo a la vez de punto de referencia.

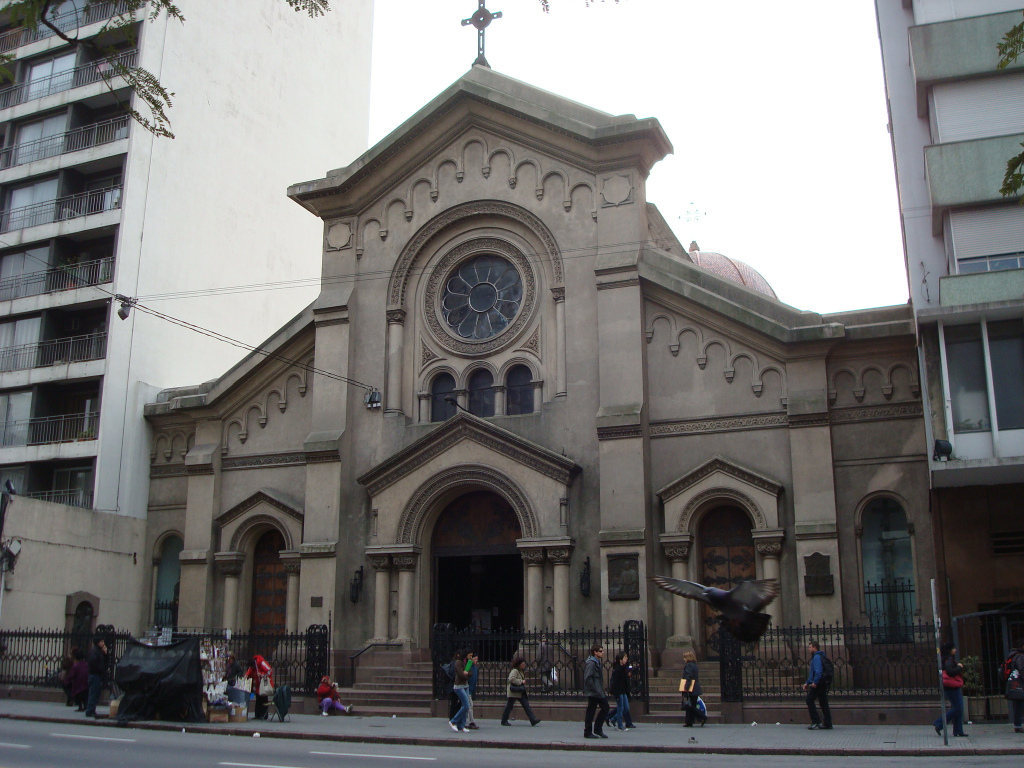
Iglesia del Cordón

La zona completa fue escenario de la batalla del Cardal en 1807 durante las Invasiones Inglesas, quedando el crucero como recordatorio y primer monumento mortuorio, que se mantuvo en su emplazamiento hasta la construcción de la Iglesia de Nuestra Señora del Carmen, también conocida como Iglesia del Cordón, en cuya fachada se mantiene la Cruz del Cardal, a donde fue trasladada en 1967.
El 19 de junio de 1811 Artigas establecería el campamento patriota, precediendo al sitio artiguista de 1813. En el Cordón se realizaron la elección de diputados de 1828 como antesala de la Convención Preliminar de Paz entre Argentina y Brasil y la Jura de la Constitución de 1830. En 1861 el Cordón adquiere sus límites actuales y cinco años más tarde sus calles recibieron los nombres que se han mantenido.
En 1869 José Pedro Varela inaugura, en 18 de Julio y Pablo de María, la Escuela y Liceo Elbio Fernández, indicando en el discurso que la Sociedad de Amigos de la Educación Popular, quien fundaba el establecimiento, había querido establecer “el modelo que sirva para la organización de todas nuestras escuelas primarias”.
Desde 1880 y hasta la década de 1920 se estableció un modelo de vivienda que puede apreciarse al alejarde de 18 de Julio, con patios de claraboya y techos altos, zaguán y balcones de hierro o mármol, denominado “arquitectura estandarizada popular”. De este mismo estilo es la antigua fachada del liceo 32, cuya entrada daba a la actual calle Piedra Alta.
En 1892 el otrora cementerio inglés situado entre 18 de Julio, Ejido, Santiago de Chile y Soriano es reemplazado por una plaza de armas, que en la década de los cincuenta se convertirá en el “Palacio Municipal”, actual sede de la Intendencia de Montevideo.

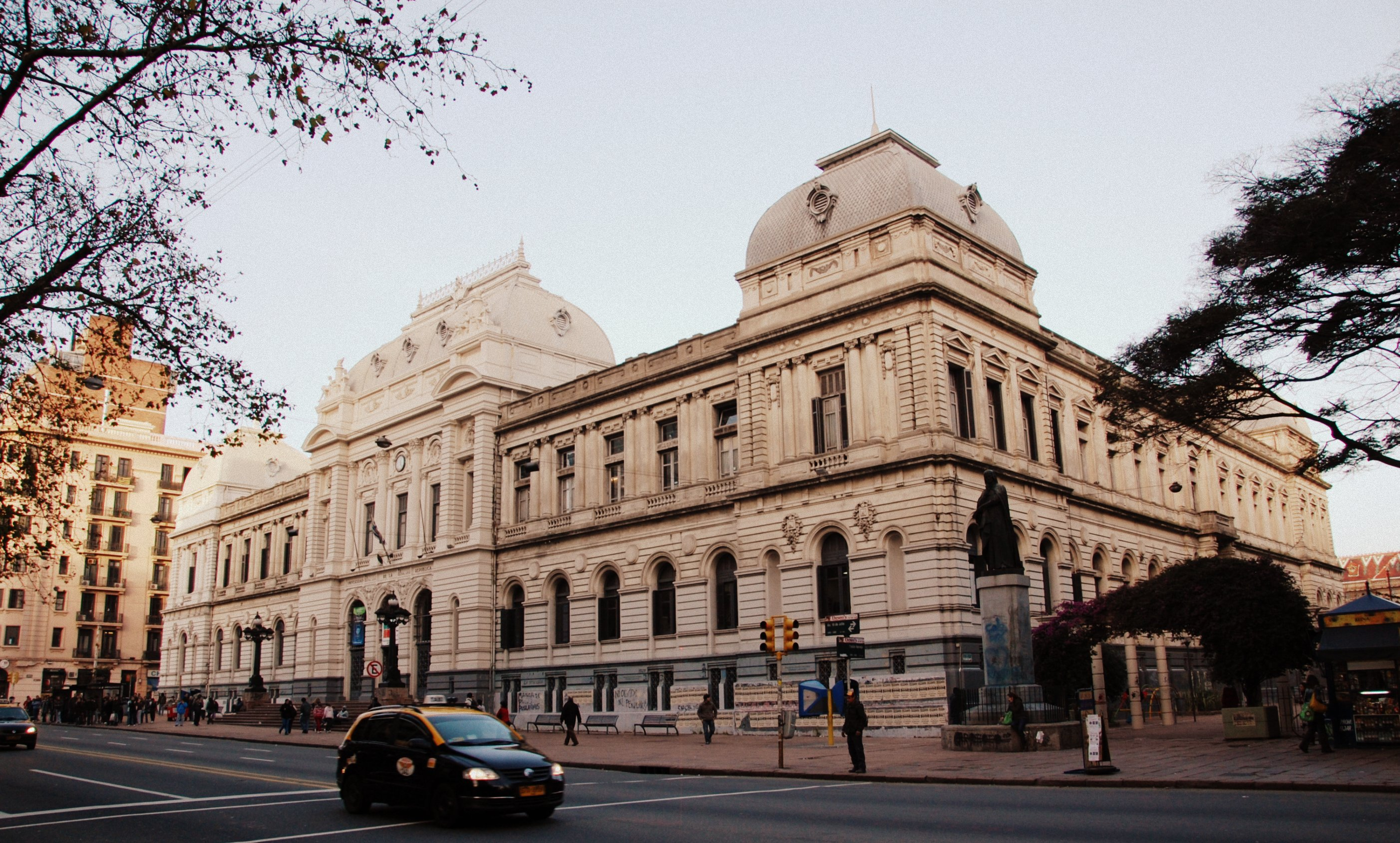
Casa Mayor de la Universidad de la República.

### SigloXX
En 1900 se inauguró la primera sede de la Asociación Uruguaya de Fútbol en 18 de Julio esquina Vázquez. Aunque el edificio entero ha desaparecido, aún se conserva la antigua arcada de granito rosa, con una placa conmemorativa que dice “Por este pórtico paso la primera copa del mundo. Julio – 1930”.
En 1911 comenzó a funcionar en su ubicación actual la Universidad de la República. Una línea de granito negra en su explanada señala: “1983 – 25 de septiembre – 2003. Desde este lugar partió la Marcha de los Estudiantes, organizada por Asceep, hito fundamental en la lucha contra la dictadura y por una enseñanza democrática”.

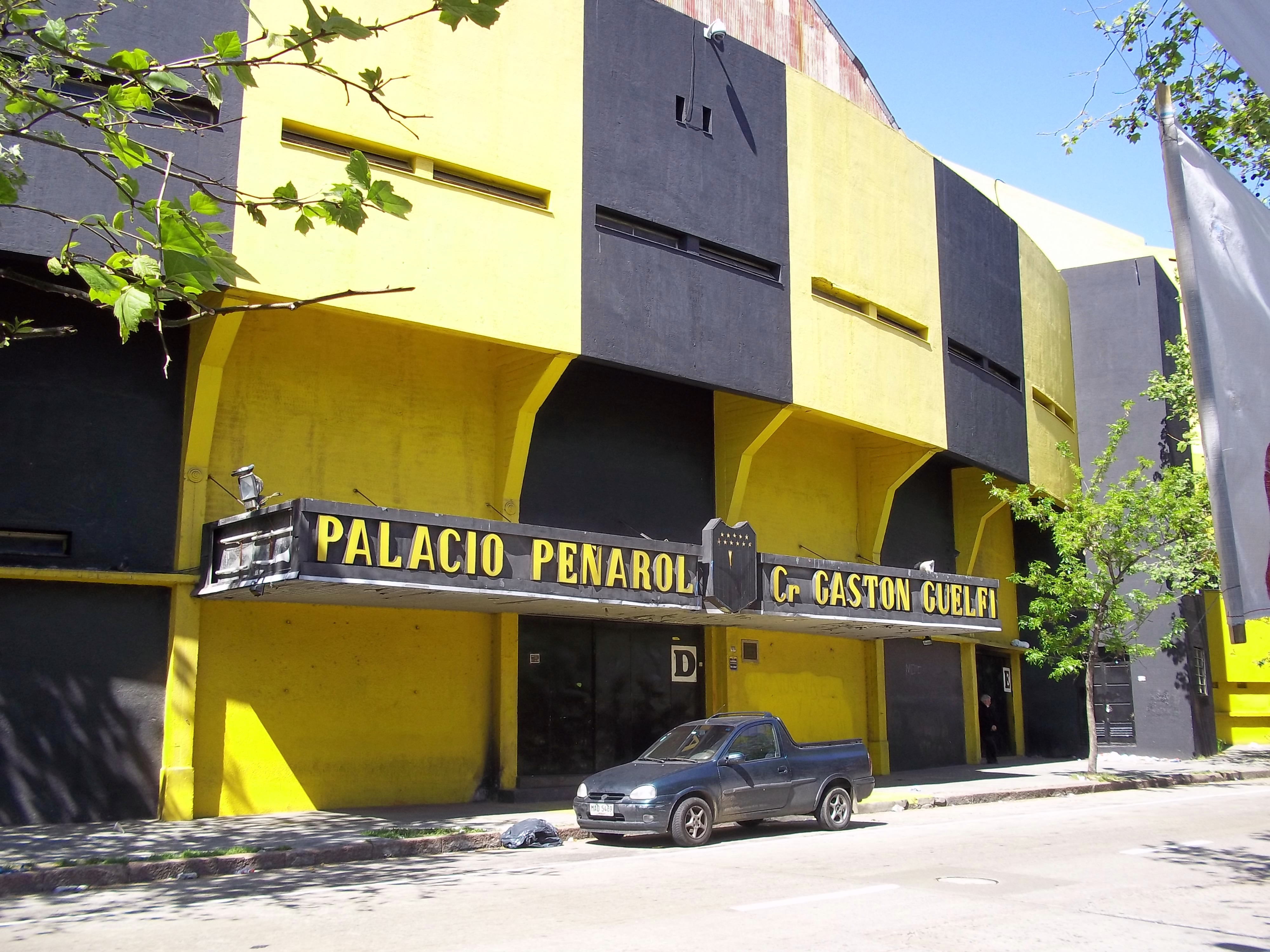
Palacio Peñarol.

El Monumento al Gaucho fue inaugurado en 1927 y tres años más tarde lo hizo el Cuartel Centenario, sede del Cuerpo de Bomberos de Montevideo, que sería sede del gobierno de Gabriel Terra en 1933. Y en 1955, se inauguró el estadio Contador Gastón Guelfi, conocido popularmente como Palacio Peñarol.

### SigloXXI
A mediados de la década de 2010, al lado de los numerosos locales de diseño y mobiliario, nace una propuesta gastronómica y lúdica con el nombre de "Cordón Soho". La zona con epicentro en Bulevar España entre Eduardo Acevedo y Pablo de María se llena de cervecerías, bares, restaurantes, boliches de moda que atraen a la juventud. Su nombre alude al famoso barrio neoyorquino SoHo, y también a Palermo Soho. La novela Cordón Soho, de Natalia Mardero, se ambienta en los locales y calles de esa zona.

## Información general
El vecindario tiene muchísimos lugares de interés. Es una zona cultural por excelencia, en la que destacan la sede de la Universidad de la República, la Facultad de Derecho, la Facultad de Artes, la Facultad de Psicología y la Facultad de Humanidades y Ciencias de la Educación. La Biblioteca Nacional de Uruguay, las librerías de la calle Tristán Narvaja y teatros como El Galpón, Tinglado o el Stella d'Italia.
Otras edificaciones destacadas son la Casa Matriz del Banco Hipotecario(hoy compartida con la Dirección General Impositiva), la Edificio de la Caja de Jubilaciones y Pensiones, el Instituto Nacional de la Juventud, la Casa de Estudios de la Universidad de la República, la Iglesia del Cordón y el Instituto Alfredo Vásquez Acevedo.

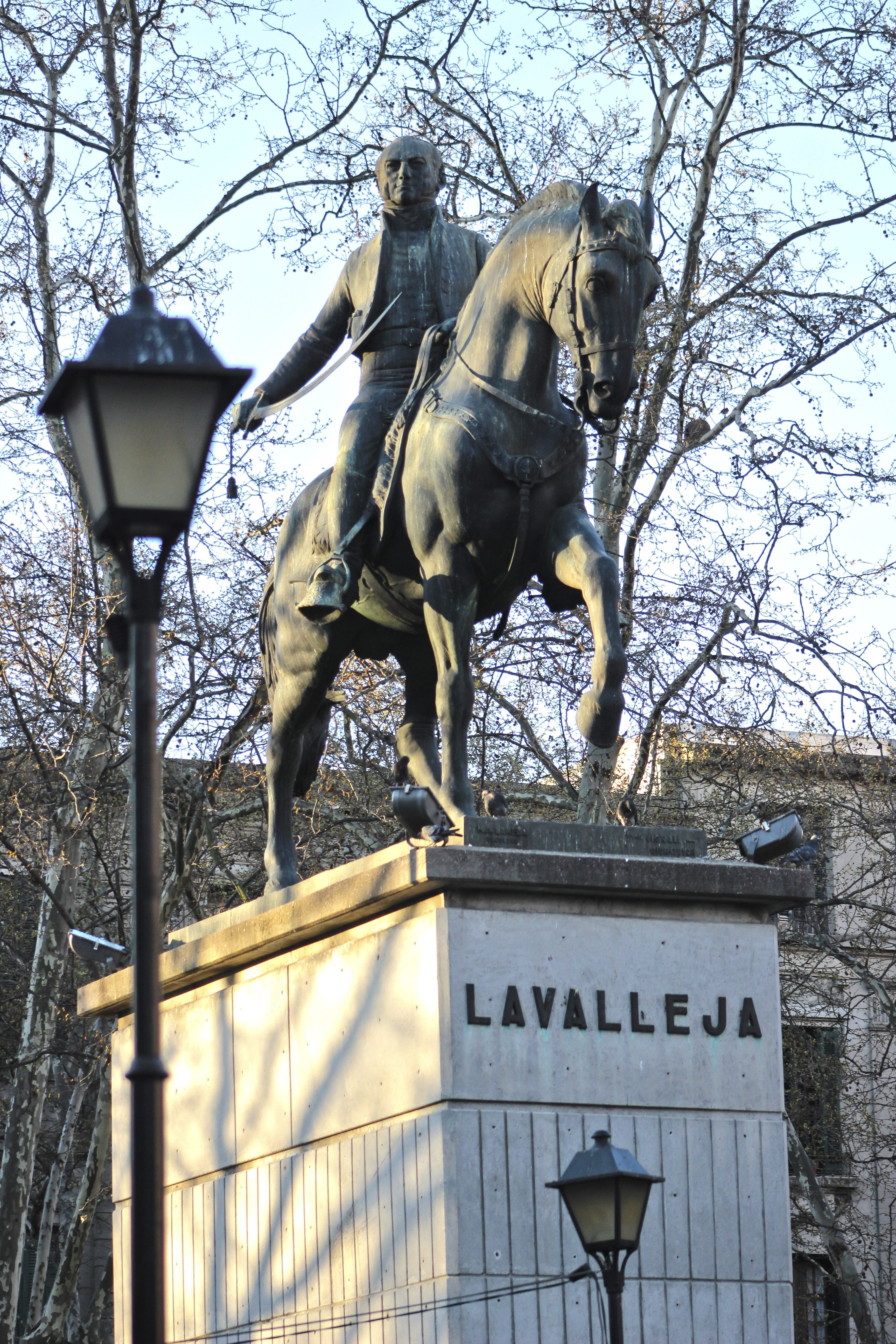
Monumento a Juan Antonio Lavalleja en la plaza de los Treinta y Tres.

También es conocido por la Feria de Tristán Narvaja y el Club Atlético Cordón, importantes puntos de reunión de la gente del barrio. A fines de 2009, en la manzana antiguamente ocupada por una estación de tranvías, se inauguró el Parque Líber Seregni.
Sobre la Avenida 18 de Julio se encuentra la Plaza de los Treinta y Tres, también conocida por Plaza de los Bomberos o Plaza Artola. En la misma se levanta un monumento ecuestre al Gral. Juan Antonio Lavalleja con una cerámica de los Treinta y Tres Orientales por fondo (copia de la pintura de Juan Manuel Blanes).

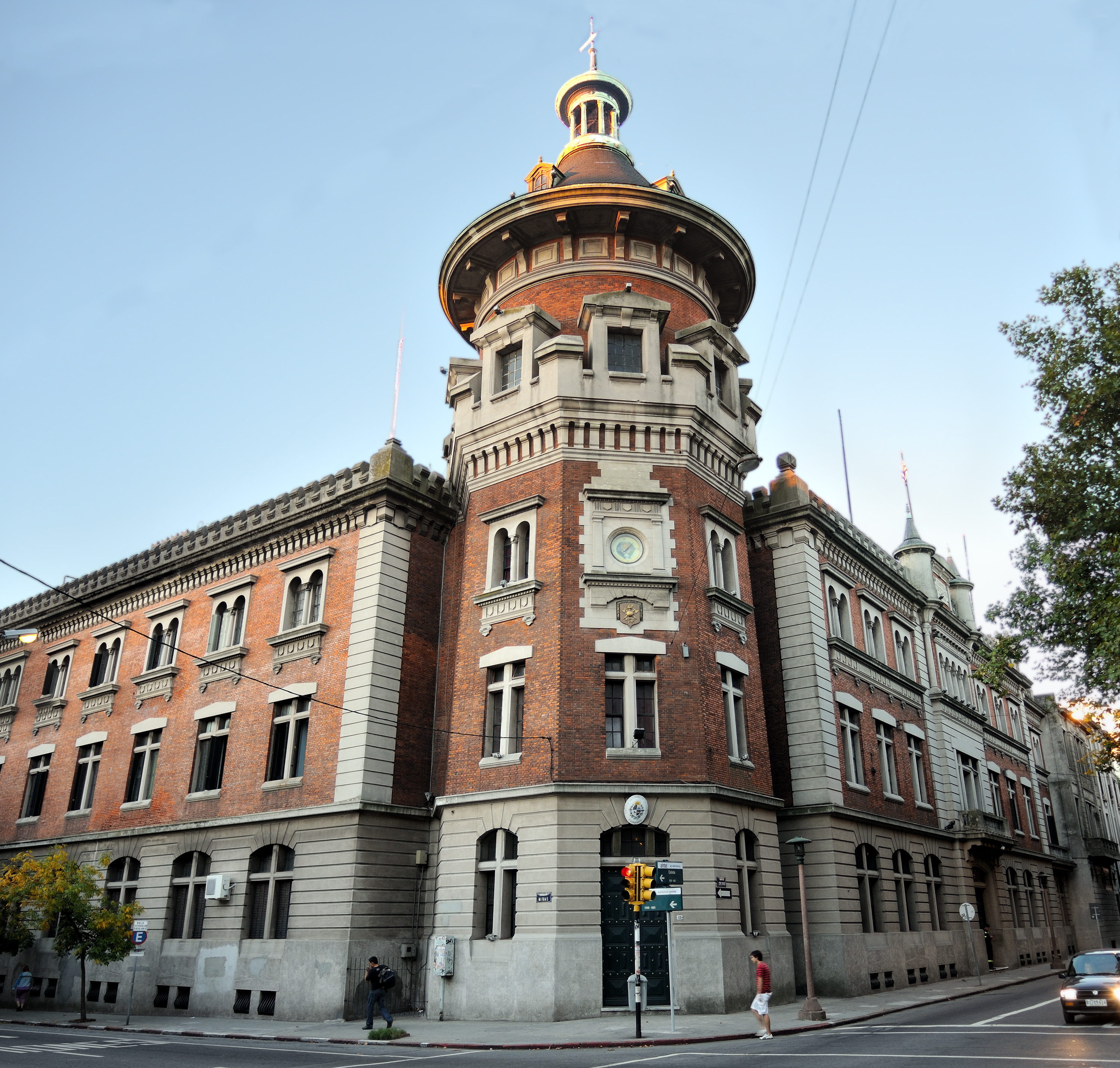
Cuartel Centenario, construido en 1930.

También se encuentran la estatua de un bombero que lleva a un bebé en brazos, otra estatua de Albert Einstein conversando con el filósofo uruguayo Carlos Vaz Ferreira (conmemorando un encuentro de ambos en ese mismo lugar); el conjunto tiene por marco al Cuartel de Bomberos, diseñado por el arquitecto Alfredo R. Campos.

### Nivel socioeconómico
Del total de la población de Montevideo, 3,8% reside en el barrio Cordón. El 0,4% pertenece al nivel bajo inferior, el 1,9 % al bajo superior, 3,8% están en el nivel medio inferior, mientras que los niveles que concentran la mayor cantidad de población se encuentran en los niveles medio (4,8%), medio superior (5,3%) y alto inferior (5,3%) y la población con nivel alto superior alcanza el 3,4%. Esto significa que entre el 60 y el 86% de los que mantienen el hogar tiene mutualista y como mínimo dos personas aportan dinero al hogar.
La mayoría de los habitantes cuenta con estudios de nivel medio completo, y entre 11 y 32% tienen estudios terciaros. Entre 60 y 90 % de los hogares tiene lavarropas y teléfono fijo, de 32 a 50% posee microondas, DVD y TV cable, mientras que de 20 a 40% tiene computadora y el 16% automóvil. Según el estrato, el ingreso total promedio líquido en septiembre de 2011 se ubicaba entre 26.000 y 75.000 pesos por mes.

## En la cultura popular
- Magia Negra Squad es un grupo de rap uruguayo fundado en 2006 en Montevideo por Felipe "Plef" Cabral (QEPD), Diego "Carnal" González y Guillermo "Pegal" Aguirre. Originarios del barrio Cordón, son conocidos por su estilo de rap boombap y letras que tratan temas sociales, políticos y medioambientales. Han explorado diversos géneros musicales y colaborado con otros artistas. Con discos como "Magia Negra Squad: YouKnowMe?!" (2020) y "La lucha sigue" (2022), han tenido un impacto significativo en la escena del rap uruguayo. [4] [5]